# Thomashölzlein
Thomashölzlein ist ein Wohnplatz der Stadt Helmbrechts im Landkreis Hof (Oberfranken, Bayern). Der Ort liegt in der Gemarkung Wüstenselbitz.
'

## Geografie
Bei der Einöde entspringt der rechte Quellfluss des Eierbachs, eines linken Zuflusses der Selbitz. Ein Anliegerweg
führt 200 Meter südöstlich zur Kreisstraße HO 23, die südlich nach Wüstenselbitz bzw. nordöstlich nach Unterweißenbach verläuft.

## Geschichte
Der Ort wurde in der ersten Hälfte des 19. Jahrhunderts auf dem Gemeindegebiet von Wüstenselbitz gegründet. Das Anwesen trug die Hausnummer 57 von Wüstenselbitz. Im Zuge der Gebietsreform in Bayern wurde Thomashölzlein am 1. Juli 1972 nach Helmbrechts eingemeindet.

### Einwohnerentwicklung
| Jahr      | 1861  | 1871  | 1885  | 1900   | 1925   | 1950   | 1961   | 1970   |
| Einwohner | 6     | 10    | 15    | 8      | 4      | 7      | 3      | 0      |
| Häuser    |       |       | 1     | 1      | 1      | 1      | 1      |        |
| Quelle    | [ 7 ] | [ 8 ] | [ 9 ] | [ 10 ] | [ 11 ] | [ 12 ] | [ 13 ] | [ 14 ] |

## Religion
Thomashölzlein ist evangelisch-lutherisch geprägt und war ursprünglich nach St. Johannes der Täufer (Helmbrechts) gepfarrt, seit den 1920er Jahren ist die neu gebildete Pfarrei Wüstenselbitz zuständig.